# Norra Näsby
Norra Näsby är en by i Mörbylånga kommun i Kalmar län, belägen i Sandby socken på sydöstra Öland cirka 27 nordost om centralorten Mörbylånga. Norra Näsby gränsar i norr till Nedra Ålebäck, i väster till Åby, i söder till Södra Näsby samt i öster till Östersjön.